# Дін Сміт
!
Дін Едвардс Сміт (англ. Dean Edwards Smith; 28 лютого 1931, Емпорія, Канзас — 7 лютого 2015, Чапел-Гілл, Північна_Кароліна) — американський баскетбольний тренер. З 1961 по 1997 роки тренував баскетбольну команду Університету Північної Кароліни, яку двічі приводив до перемоги в національній першості США. 1976 року очолював чоловічу збірну США, яка під його керівництвом виграла баскетбольний турнір на Олімпійських іграх у Монреалі. В 1997 році вийшов на пенсію.
Сміта чотири рази визнавали найкращим тренером року в студентському чемпіонаті США, був прийнятий до баскетбольного Залу слави в 1983 році, а 2007 року — до Зали слави ФІБА. 1997 року журнал Sports Illustrated визнав Діна Сміта людиною року. Серед численних вихованців Діна Сміта можна виділити таких відомих баскетболістів як Майкл Джордан, Ларрі Браун, Джеймс Уорті, Сем Перкінс, Філ Форд, Боб Макадо, Біллі Каннінгем, Кенні Смит, Волтер Девіс, Джері Стекхауз, Антуан Джеймісон, Вінс Картер, Рік Фокс і Рашид Уоллес. Іменем Діна Сміта названа спортивна арена Університету Північної Кароліни.

## Особисте життя
Повернувшись із Німеччини до США 1954 року, Сміт одружився з Ен Клівінгер. У пари народилося троє дітей: дочки Шерон і Сенді та син Скотт. 1973 року Сміт і Клівінгер розвелися. 21 травня 1976 року Сміт одружився з Лінеєю Уеблімо. З нею в шлюбі у них народилося дві дочки — Крістен і Келлі.

## Смерть
Дін Сміт помер 7 лютого 2015 року у віці 83 років у своєму будинку в Чапел-Гілл (Північна Кароліна).